# ساندي أوليسيه
صنداي أوجوتشيكوو أوليسيه (بالإنجليزية: Sunday Ogochukwu Oliseh)‏ لاعب خط الوسط السابق في منتخب نيجيريا لكرة القدم ، اشتهر بتسديداته القوية من خارج منطقة الجزاء ومن أشهر أهدافه هدفه ضد المنتخب الإسباني في كأس العالم 1998 في فرنسا.
وتولى تدريب منتخب بلده من يوليو 2015  إلى فبراير 2016 ؛ حيث أنه استقال في خضم التصفيات المؤهلة لكأس الأمم الإفريقية المقررة في الغابون عام 2017. 

## مسيرته الكروية
لعب ساندي أوليسيه خلال مسيرته الاحترافية مع 9 أندية في ثمانية عشر موسمًا وسجل خلالها 18 هدفًا ضمن 321 مباراة. حيث فاز في موسمين بالكأس وفي موسمين بالدوري.
خاض ساندي أوليسيه مسيرته مع نادي جوليوس بيرجر ما بين عامي 1990 و1991 لمدة موسم واحد، لم يشارك في أي مباراة ولم يسجل أي هدف. ثم انتقل إلى نادي لييج في موسم 1990–91 ليلعب معه أربعة مواسم، حيث شارك في 75 مباراة سجل خلالها 3 أهداف. لينتقل بعدها إلى نادي ريجيانا 1919 في موسم 1994–95 لمدة موسم واحد، مشاركًا في 29 مباراة سجل خلالها هدفًا واحدًا. ثم انتقل إلى نادي كولن في موسم 1995–96 ولمدة موسمين، مشاركًا في 54 مباراة سجل خلالها 4 أهداف. هذا وانتقل لاحقًا إلى نادي أياكس أمستردام في موسم 1997–98 ولمدة موسمين، مشاركًا في 54 مباراة سجل خلالها 8 أهداف. ثم انتقل بعدها إلى نادي يوفنتوس في موسم 1999–00 لمدة موسم واحد، مشاركًا في 8 مباريات ولم يسجل أي هدف. ليعود وينتقل من جديد، لكن هذه المرة إلى نادي بوروسيا دورتموند للفورميلا في موسم 2000–01 في المرة الأولى واستمر معه طيلة ثلاثة مواسم ثم في موسم 2004–05 لمدة موسم واحد، مشاركًا طوالها في 53 مباراة سجل خلالها هدفًا واحدًا. لينتقل بعدها إلى نادي بوخوم في موسم 2002–03 ولمدة موسمين، مشاركًا في 32 مباراة سجل خلالها هدفًا واحدًا أيضًا. ثم لعب في نادي جينك في موسم 2005–06 لمدة موسم واحد، مشاركًا في 16 مباراة ولم يسجل أي هدف.